# (36221) 1999 TS244
1999 TS244 (asteroide 36221) é um asteroide da cintura principal. Possui uma excentricidade de 0.06559420 e uma inclinação de 5.07225º.
Este asteroide foi descoberto no dia 7 de outubro de 1999 por CSS em Catalina.